# Србовање (интернет)
Србовање је име за популарни вебсајт, који је примарно посвећен прикупљању фотографија сопствених корисника, на којима се у разним категоријама виде смешне и апсурдне ситуације и догађаји својствени једино српском друштву. Стара верзија сајта, која је била доступна до 2008. године, омогућавала свим корисницима да поред фотографија, учествују у раду интернет форума и да користе чет. Исте године, сајт је престао да буде доступан на тој адреси за ширу јавност, а тек од почетка 2012. године, поново је враћен у етар на старом линку, уз битно измењен дизајн и опције. Паралелно са тиме, део пређашње администраторске поставе покренуо је истоимени пројекат на другој адреси.

## Настанак
Пројекат „Србовање“ настао је залагањем групе волонтера са мреже „Amiga Dream Network“, српске мреже заљубљеника у рачунаре типа „Амига“. Идеју за име је дао Никола Томић („Ди Џеј Ник“) пославши у јулу 2003. поруку са насловом „нова србовања!" и духовитим фотографијама из Србије, на споменуту мрежу „Amiga Dream Network“. Сам сајт је осмишљен септембра исте године: настала је идеја да се направи портал са сличном наменом - сатиричном исмевању негативних страна српског менталитета, па је „Ди Џеј Ник“ отпочео са његовим креирањем.
Сајт је израђиван ручно, што је аутору задавало много муке, јер портал није био интерактиван. Владимир „Mr_W“ Зидар се укључио у израду, и поставио сајт у мање-више истој форми каква је постојала наредних неколико година. Неколико дана после тога, пројекту се прикључује и Урош Недељковић „Бјути“, корисник који је подржавао пројекат од почетка, иако се до тада није активно укључивао у рад. Касније се придружује још једна корисница, Тамара „Таја“ Зидар, која је допринела извесном „освежавању“ сајта, али изнад свега осмислила форум који је постао део свакодневног живота чланова „Србовања“.
Портал је осмишљен као сатира која исмева некултуру и лоше навике, али је стицајем прилика прерастао у један од најпопуларнијих српских сајтова. Према часопису „PC Press“ у фебруару 2006. „Србовање“ је ушло међу 50 најбољих сајтова на српском интернету. Такође, 23. фебруара 2006. „Србовање“ је доживело своју милиониту посету, што додатно говори о популарности овог сајта.
Један од администратора сајта, Урош Недељковић „Бјути“, гостовао је крајем октобра 2005. године у емисији „Кључ“, ауторке Наташе Миљковић, доприневши промоцији пројекта.

## Разлаз међу администраторима, дуготрајни пад сајта и нови почеци
Током 2007. остали администратори укидају „Ди Џеј Нику“ администраторска права, а затим и чланство. У јулу 2008. године сајт пада и упркос обећањима администратора, остаје неактиван скоро четири године.
У међувремену се појавио нови сајт истог имена на адреси www.srbovanje.rs, са архивом слика са старог Србовања, који нема везе са оригиналном уређивачком поставом и који никада није достигао популарност оригинала.
Након тога су се појавиле две верзије сајта, једна на адреси www.srbovanje.net, друга на адреси www.srbovanje.com. Аутори обе верзије тврде да је баш њихова права и оригинална, али ни једна није ни изблиза посећена и популарна као некадашње „Србовање“

### „Србовање“ на адреси
Никола „Ди Џеј Ник“ Томић и Војислав „Абис“ Илић су почетком 2011. покренули ново Србовање на адреси www.srbovanje.net. Сајт визуелно подсећа на једну од претходних верзија, а поред слика могуће је поставити везе ка „Јутјубу“ и другим сајтовима који приказују видео клипове.
Након две године рада, 2013. је дошло до прекида рада ове верзије „Србовања“ због трајног одласка Војислава Илића у иностранство, а нова верзија је у најави.
Владимир „Mr_W“ Зидар и Урош „Бјути“ Недељковић су почетком 2012. поново подигли сајт на адреси www.srbovanje.com. У почетку није имао већину функција, приступ је био могућ само регистрованим корисницима и било је могуће постављати и прегледати фотографије, али форум и остали садржаји нису функционисали. 
Крајем фебруара 2014. је прорадио и форум, а могуће је и учлањивање путем налога на сајтовима Yahoo, Google или Facebook.

### Ограничен успех нових верзија „Србовања“
Упркос најављиваним великим новим почецима, ни једна ни друга верзија до сада није постала потпуно функционална, нити је достигла број посета, број чланова и популарност коју је овај сајт имао некада.
Поред тога, бивши сарадници се на појединим интернет форумима међусобно оптужују за плагијат инсистирајући да је баш њихова верзија оригинална.

## Медији и критика
Један од многобројних описа сајта објављен је у магазину PC Press: Ко не зна да се насмеје себи, не треба да се смеје ни другима! Задатак ове презентације је да подвуче наше „различитости“ у односу на „нормалан свет“, дакле различитости које пажљиво негујемо као антиглобалистички одговор на збивања око нас. Сајт је дубоко повезан са форумом, па је често много занимљивије пратити реакције на необичне примере нашег понашања и „бес“ оних који одбијају да признају да су се тако понашали или не разумеју шта је ту уопште чудно. Посетите обавезно с времена на време, јер је и то један од начина да покажете да сте Србин!
- „Србовање“ на адреси
- „Србовање“ на адреси